# Contea di Dundas
La contea di Dundas è una delle nove Local Government Areas che si trovano nella regione di Goldfields-Esperance, in Australia Occidentale. Si estende su di una superficie di circa 93.179 chilometri quadrati ed ha una popolazione di 1.068 abitanti.